# Route nationale 18 (Algérie)
Pour les articles homonymes, voir Route nationale 18.
La Route nationale 18 (N18), est une route nationale algérienne, elle relie Bouira à Khemis Miliana.